# Vallée de Siguer
La vallée de Siguer ou vallée du Siguer est une vallée des Pyrénées françaises située dans le département de l'Ariège en région Occitanie.

## Toponymie
- Siguer : nom donné à la vallée, à la commune de Siguer, au ruisseau de Siguer, au col dit Port de Siguer, et au pic du Port de Siguer. Dans son Onomasticon Cataloniae, le linguiste Joan Coromines considère que le toponyme Siguer dérive de l'anthroponyme germanique Sighari construit sur les racines sigi et hari[2] signifiant respectivement « victoire » et « armée »[réf. nécessaire]. Des noms comme Seguer, Segario ou encore Segar, dont l'origine est identique, étaient d'ailleurs assez fréquemment retrouvés dans les anciens comtés de Besalú et d'Empúries, de sorte qu'il existe en Catalogne plusieurs toponymes de même construction[2].
- Vicdessos : vient de la commune de Vicdessos, issu de la racine latine vicus, petite agglomération romaine, et de dessos pouvant signifier en gascon « dessus » ou « d'en haut ».

## Géographie
C'est une vallée secondaire contribuant à la vallée de Vicdessos, en versant nord de la frontière entre l'Andorre et la France.
D'orientation orientée nord-est en fond de chaîne, la vallée retrouve une orientation nord en aval, près de la commune de Siguer. La vallée de Siguer débouche dans la vallée de Vicdessos au « hameau de Laramade d'en-bas » sur la commune d'Illier-et-Laramade.
Elle est composée de deux vallées hautes, correspondant aux sources de la rivière du Siguer, le ruisseau de Gnioure et les ruisseaux de Brouquenat et de Peyregrand, qui se rejoignent au lieu-dit « Bouychet » pour former la rivière du Siguer proprement dite.
La vallée principale est orientée nord-est.
Elle permet d'accéder à l'Andorre, dans la vallée d'El Serrat, par le port de Siguer (2 396 m) ou le port de l'Albeille (2 601 m). Le point culminant de la vallée, frontalier avec l'Andorre, est le pic du Port de Siguer (2 903 m) encore nommé pic de Font Blanca.
- Principales localités de la vallée : Gestiès, Lercoul, Siguer
- Principaux lieux-dits de la vallée : Seuillac, Le sarradeil, Centraus.

## Histoire
L'ancienne devise de la vallée de Siguer est Inscius viventes (« inconscient mais vivant »), qui était partagée au XVIe siècle avec la vallée d'Aston.

## Tourisme

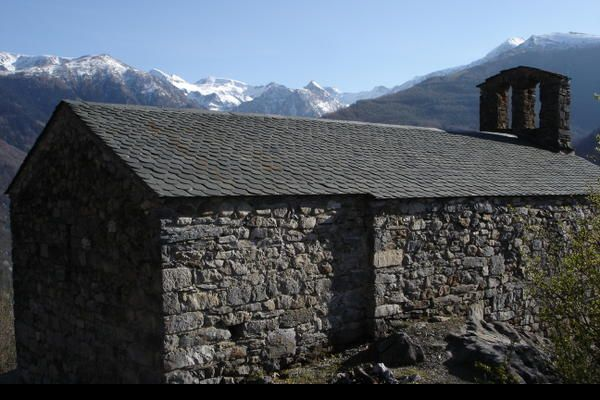
Vue de la chapelle

- Chapelle romane du XIe siècle, Saint Nicolas de Gestiès, qui surplombe la vallée
- La Maison des comtes de Foix, ancien relais de chasse aux XIVe, XVe et XVIe siècles, classé monument historique depuis 1987
- La source d'eau ferrugineuse de la Prade
- Les villages de la vallée
- L'église de Siguer
- Les étangs de Gnioure, Peyregrand, Neych, Redouneilles des vaches, Redouneilles des brebis, étang du Rouch...
- La transhumance
- La montagne : nombreuses promenades et randonnées pour tous niveaux (Lacs de la Vallée de Vicdessos).